# Potatis

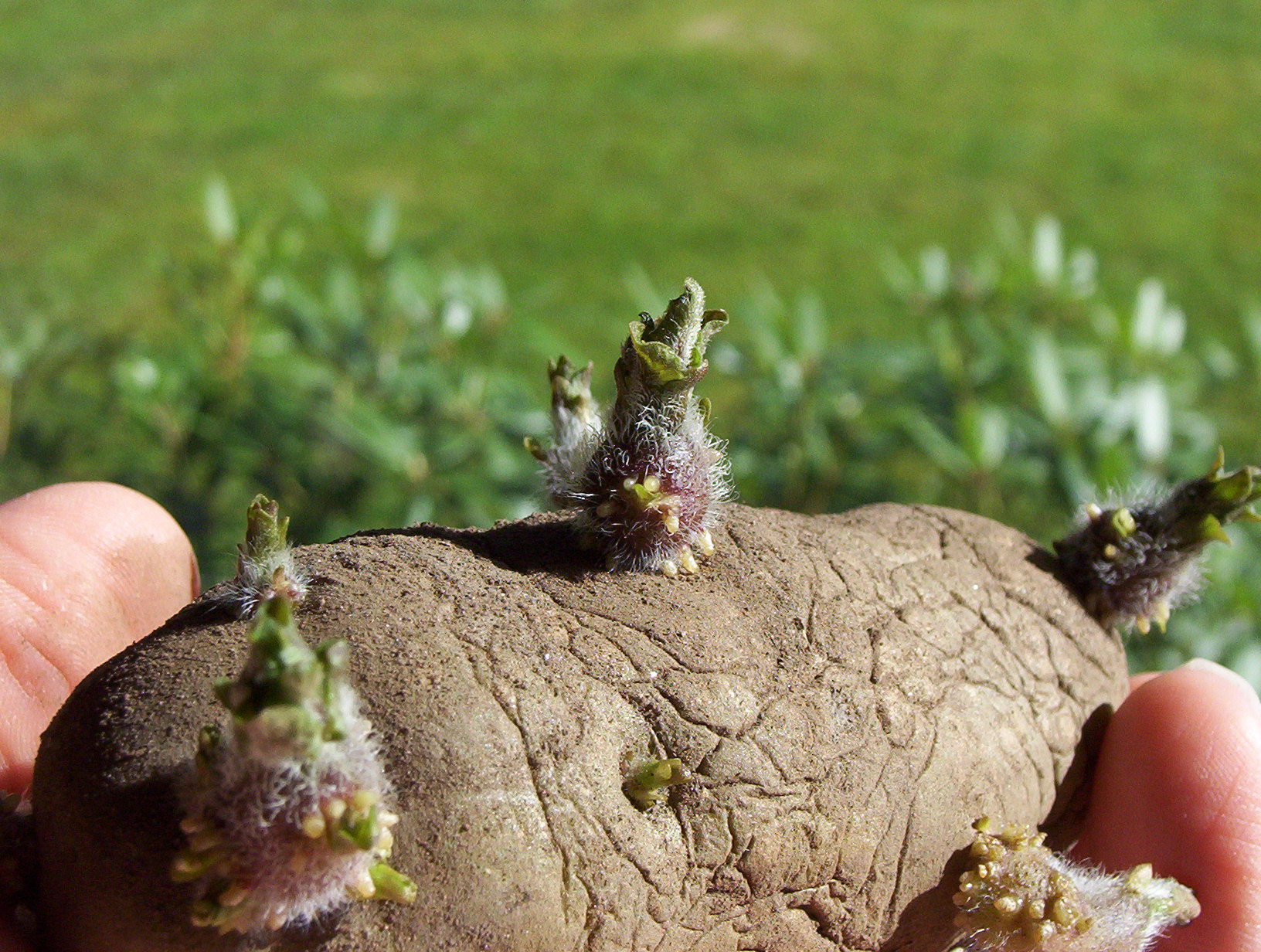
Sättpotatis av sorten Early Rose med groddar.

Potatis (Solanum tuberosum) är en art inom släktet skattor och familjen potatisväxter. Potatis är också den allmänna benämningen på växtens rotfrukt som är stapelföda i stora delar av världen. Växten förekommer vilt i Sydamerika, där även flera snarlika arter odlas. Inom familjen potatisväxter finns även flera andra arter som odlas som föda, däribland tomater och paprika. 
De tre största potatisproducerande länderna 2020 var Kina (79 miljoner ton), Indien (51 miljoner ton) och Ukraina (21 miljoner ton). De tre toppkonsumerande länderna per capita år 2005 var Belarus (181 kg per capita), Kirgizistan (143 kg per capita) och Ukraina (136 kg per capita).

## Karaktäristik

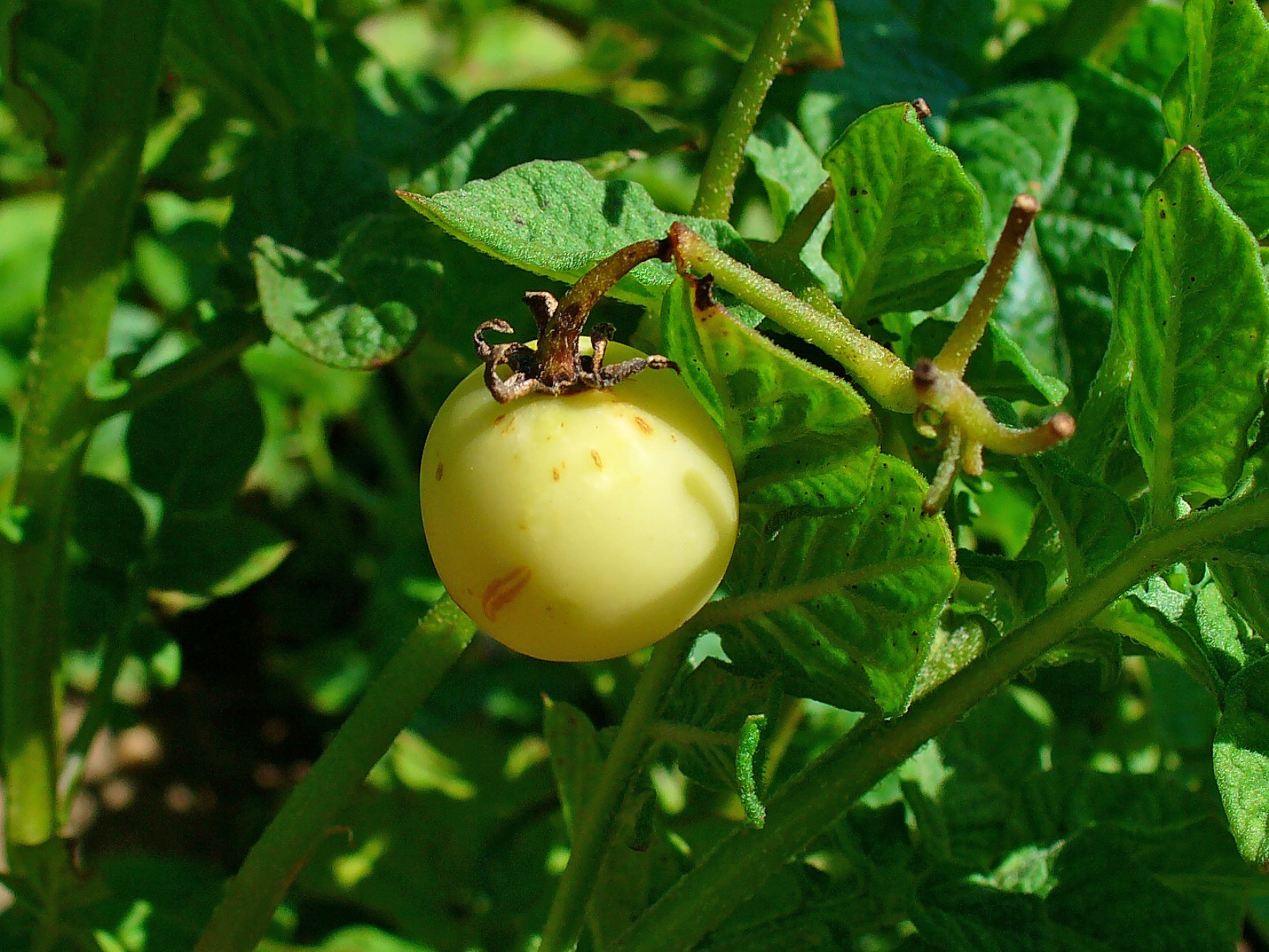
Potatisplanta med frukt. Alla delar av potatisväxten ovan jord är giftiga för människan på grund av sina höga halter av solanin.

Potatisen är en flerårig ört med parflikiga blad. I länder med kalla vintrar, fryser den bort och blir därför inte mer än ettårig. Plantan blir mellan 30 och 80 cm hög och dess ovanjordiska delar är giftiga. I synnerhet gäller det frukten – ett tomatliknande bär med många små, njurformade frön – som utvecklas ur den vita, rosaröda, gula eller blå blomman. Som skydd mot svampangrepp och bakterier innehåller potatisväxten, förutom stamknölarna, ämnet solanin som är giftigt för både människor och andra djur. Livslängden för en potatisplanta är mellan 150 och 200 dagar från plantering till mognad, vilket är relativt kort jämfört med andra vegetationer.

### Stamknölarna
De ätbara stamknölarna växer under mark och är oftast vita, gula eller rosa. Skalet kan variera mer i färg. Skalet går att äta om man rengör potatisen ordentligt. I potatisskalet finns många näringsämnen, men miljögifter ansamlas också lätt i skalet. Om knölarna utsätts för solljus börjar skalet producera klorofyll och får då en grön färg. Samtidigt produceras solanin, varför gröna potatisar inte bör konsumeras.

### Näringsvärde
Potatisen är ett näringsrikt livsmedel. Ungefärligt näringsvärde per 100 gram:
- Energi 306 kJ (73 kcal)
- Vatten 79,6 g
- Protein 1,8 g
- Kolhydrater 16 g
- Fett 0,1 g
- Kostfiber 1,4 g
- Kalium 468 mg
- C-vitamin 11 mg

### Giftighet

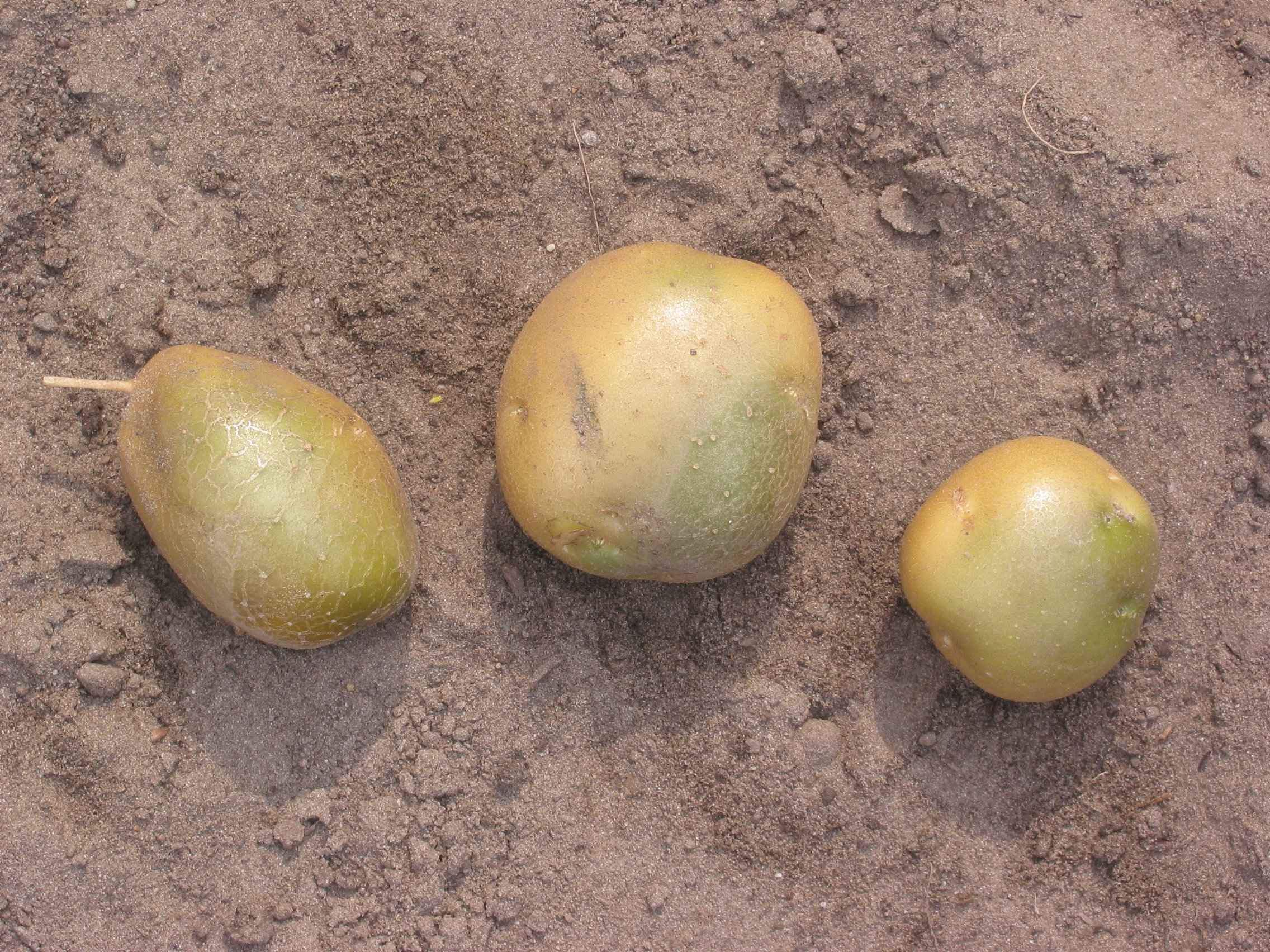
Potatis med gröna fläckar.

Alla delar ovan jord på en potatisplanta är giftiga, men inte normalfärgade knölar. Vid exponering för ljus blir potatisknölen grön av samma ämne som i växterna, det vill säga klorofyll. Detta ämne är inte farligt i sig, men ljus ökar också produktionen av två glykoalkoloider, solanin och chakonin. De förekommer naturligt i potatis som inte utsatts för ljus, i halterna 20–100 mg per kilogram potatis. Ämnena är potatisens skydd mot bakterier, svamp, och insekter. Halterna varierar till viss del mellan potatissorter. Förhöjda halter kan uppstå som ett resultat av extrema väderförhållanden, att potatisen utsatts för ljus eller mekaniska skador.
Glykoalkaloider kan i höga doser orsaka illamående, diarré och magsmärtor. I mycket allvarliga fall kan även nervsystemet påverkas. Inget sådant fall har rapporterats i Norden. Vissa länder, däribland Sverige, har satt ett gränsvärde för 200 mg/kg potatis (färskvikt). Potatis med dessa halter har starkt stickande smak som kvarstår som halsbränna efteråt. Ingendera alkaloiden har dock konstaterats vara mutagen. Glykoalkaloiderna är termostabila och lakas inte i nämnvärd grad ut i kokvattnet. Största delen av dem sitter närmast under skalet och försvinner vid råskalning, det vill säga skalning av potatisen innan den är kokt. I potatisens groddar, liksom i skott och blommor, kan halterna vara hundra gånger högre än i knölarna.
Svenska livsmedelsverket rekommenderar att potatisens gröna fläckar skärs bort med god marginal för att minska riskerna. För skadefri potatis med groddar räcker det med att avlägsna groddarna. Är det gröna spritt i hela potatisen, ska den slängas.
En del matbutiker slarvar med förvaringen av potatis, vilket kan ge förhöjd gifthalt.

### Sjukdomar och skadegörare
På grund av potatisbladmögel är potatisen en ofta mycket besprutad gröda. Om potatisens blast växer utan att regelbundet bli besprutad med gifter angrips den av möglet som dödar blasten för tidigt under växtsäsongen och resulterar i små, eller inga potatisknölar alls. Olika potatissorter är olika känsliga, och vissa är till och med resistenta.
När potatisens blast infekterats av bladmöglet riskerar smittan även att spridas till knölarna, vilket resulterar i den så kallade brunrötan- knölen ruttnar inifrån. Om den huvudsakliga smittan sker genom blastens anslutning till knölarna eller om det till största delen är regnvattnet som transporterar ner mögelsporerna råder osämja.
Andra växtsjukdomar på potatis behandlas i
- Potatiskräfta
- Potatisvirus Y
- Rostringar i potatis
  - Ljus ringröta
  - Mörk ringröta

Bland skadegörare ur djurriket märks coloradoskalbagge och potatisål.

## Artens uppkomst
Utvecklingslinjerna av arterna tomat (Solanum lycopersicum) och Solanum etuberosum skilde sig för ungefär 14 miljoner år från varandra. För ungefär 9 miljoner år sedan skedde en sammanblandning av arternas gener och inom släktet skattor bildades en grupp med förtjockad stjälk under markytan. En av gruppens medlemmar är potatis.

## Historik

### Namn
Trivvialnamnet "potatis" kommer via engelska potatoes (pl.) från spanskans "patata", som härrör ur en sammanblandning av namnet på sötpotatis "batata", (Ipomoea batatas) och "papa", som är den vanligaste benämningen på potatis i spansktalande länder, och betyder samma sak som quechuans "papa".
Regionalt kallas potatis jordpäron (likadant i singular och plural). Jordpära, jordpäror och jordpärer förekommer också.. Jordpära härstammar från tyskans erdbirne. Franska uttrycket pomme de terre, betyder ordagrant "jordäpple". Ibland säger man till och med bara pomme (äpple), som i maträtten pommes frites ("friterade äpplen").
I Tyskland kom samma knöl att få namnet "kartoffel(n)". Den tyska påverkan på svenskan var mycket stor vid denna tid och i södra Sverige, särskilt i Skåne, kallas de därför även pantofflor (från lågtyskans "Pantüffel") men även knudor – jämför "knuta" i betydelsen "knöl".
Potatisens groddar kallas ibland för ögon eller (potatis-)ålar (ej att förväxla med nematoden potatisål (Heterodera rostochiensis) som är ett skadedjur på potatis).

### Ursprung
En genetisk studie publicerad i tidskriften Cell år 2025 föreslår att potatisens evolutionära ursprung ligger i det som i dag är centrala–södra Chile. Forskarna visar att potatisen uppstod för cirka 8–9 miljoner år sedan genom en naturlig hybridisering mellan en tomatförfader och den chilenska arten Solanum etuberosum. Denna evolutionära bakgrund skiljs från den senare domesticeringen av potatis, som skedde i Anderna (främst nuvarande Peru och Bolivia) för omkring 7 000–10 000 år sedan.
Potatis, som är en av världens viktigaste stapelfödor, har sitt ursprung i Sydamerika, där den har odlats sedan år 8 000 f.Kr. Den "upptäcktes" i Peru år 1530 av spanjoren Gonzalo Jiménez de Quesada, som år 1539 förde den till Spanien.

Det dröjde länge innan potatisen började användas mer allmänt i Europa. I Storbritannien förmådde inte den högt ansedda Royal Societys rekommendation år 1663 att besegra den allmänna fördomen mot växten. Även på det europeiska fastlandet dröjde det innan potatisen fick större användning, trots att den sedan 1616 syntes på kunglig taffel. På många håll i Frankrike ansågs den vara giftig, i Tyskland betraktades den som en "djävulsört" och de tyska bönderna ville inte veta av den gudlösa nyheten. Ännu i slutet av 1600-talet beundrades potatisen som en sällsynthet i den kurfurstliga trädgården i Berlin. Det var först med ingången av 1700-talet som potatisen började odlas mer allmänt för nyttans skull, och i detta avseende gick Storbritannien i spetsen.

### Svensk historia

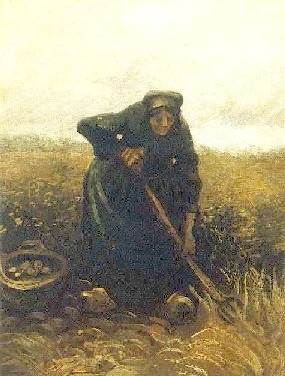
Skörd av potatis 1885. Målning av Vincent Van Gogh.

Vid 1600-talets mitt beskrev riksrådet Schering Rosenhane potatisen som en nyttoväxt i sin bok Œconomia. I boken kallar han växten för "Artiskocker aff Wirginien", vilket indikerar att arten hämtats från Virginia i USA, varifrån engelsmännen redan importerade potatis.
År 1658 planterade Olof Rudbeck potatis i Uppsala botaniska trädgård, då belägen i den nuvarande Linnéträdgården. Rudbeck kallade potatisen för "peruansk nattskatta". Efter det förekom potatisen i en och annan finare trädgård som prydnadsväxt, för blommornas skull. 
Jonas Alströmer var den förste svensk som odlade potatisen för dess nytta. Han började odla 1724 på sin egendom Nolhaga nära Alingsås, varför potatis i flera trakter länge kom att kallas för "nolor". Efter tre års försök utgav Alström en folkskrift om hur "jordpäron" skulle odlas. Efter ytterligare sex år kunde han rapportera om flera lyckade försök på flera håll. Bland annat hade en bonde i Göteborgstrakten, som fått ett lispund sättpotatis, erhållit en sådan skörd att den räckte för hela hushållet under vintern. Ännu bättre blev avkastningen tredje året, då han sålde så mycket potatis att inkomsten räckte till alla utlagorna, och ändå hade han jordpäron över till föda och utsäde.
Det skulle dock dröja mansåldrar efter Alströmers tid innan regering, riksdag och enskilda intresserade, genom utdelning av sättpotatis och genom premier åt potatisodlare, lyckades övertyga gemene man i Sverige om vilken hjälp den härdiga och rikt givande växten var i kampen mot hungersnöd.
På 1740-talet experimenterade grevinnan och vetenskapskvinnan Eva Ekeblad med potatis på sin gård Stäket. Hennes studier resulterade i upptäckten av potatismjölet, som kunde användas både som puder och i matlagning, men även potatisbrännvinet. Hennes forskning presenterades på för Kungliga Vetenskapsakademien den 5 november 1748. Hennes arbete ansågs så pass viktigt att hon invaldes som första kvinna i Vetenskapsakademien. Ekeblad spred sin metod att framställa brännvin i Kalendern, den vid tiden mest spridda skriften i Sverige och odling av potatis ökade under andra hälften av 1700-talet.
Den stora populariteten kom först på 1800-talet då kunskapen om dess användning vid beredning av brännvin verkligen blev allmänt känd. Brännvinsbränningen förbrukade stora mängder spannmål, som så väl behövdes för brödbakning.

### Svagåren
Angrepp på potatisen av potatisbladmögel oomyceten (Phytophthora infestans) var en av orsakerna till de svältkatastrofer – på sina håll benämnda svagåren – som inträffade i norra Europa i slutet av 1860-talet. Redan på 1840-talet drabbades Irland hårt, vilket föranledde en kraftig utvandring till Nordamerika.

## Sorter

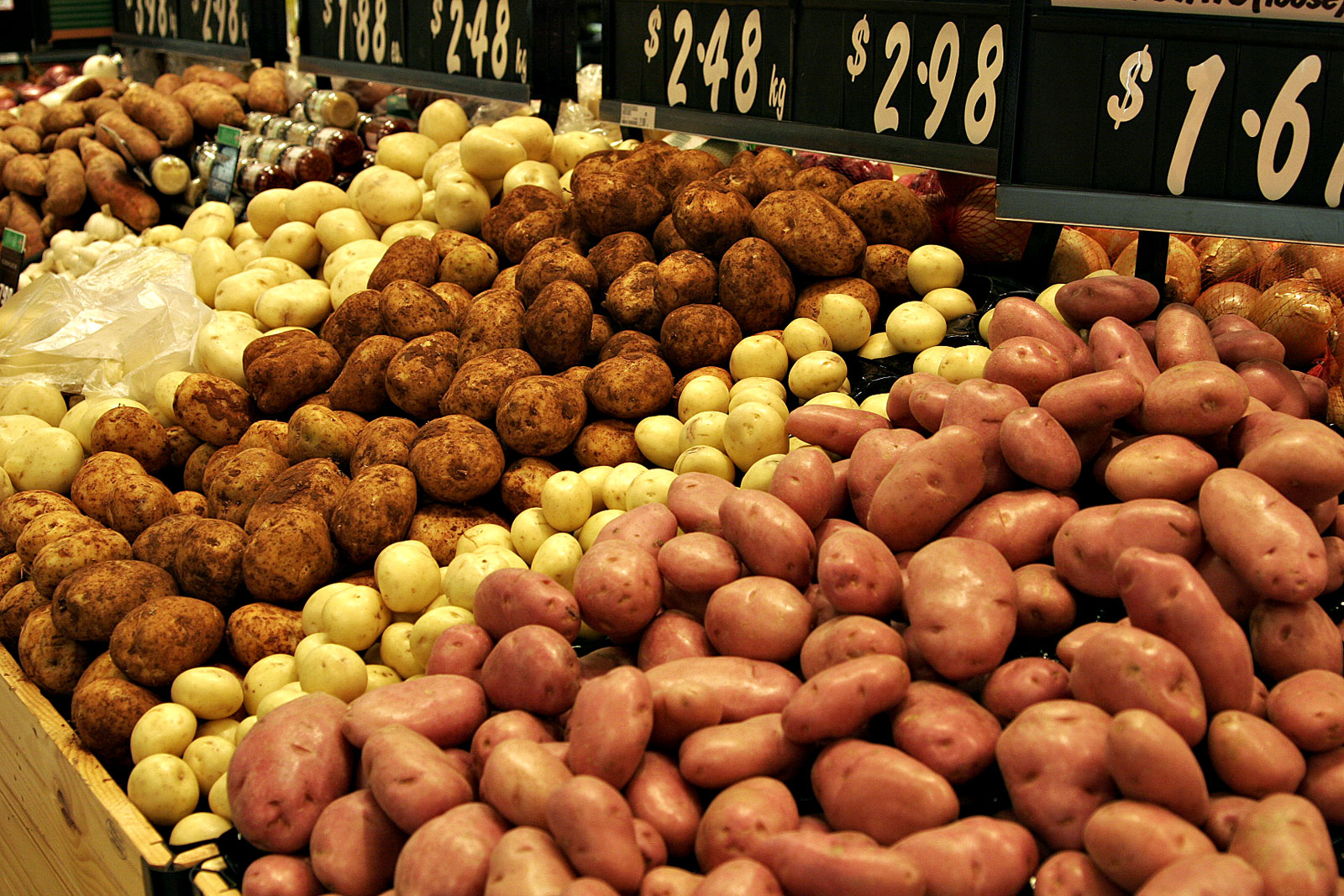
Olika varianter av potatis.

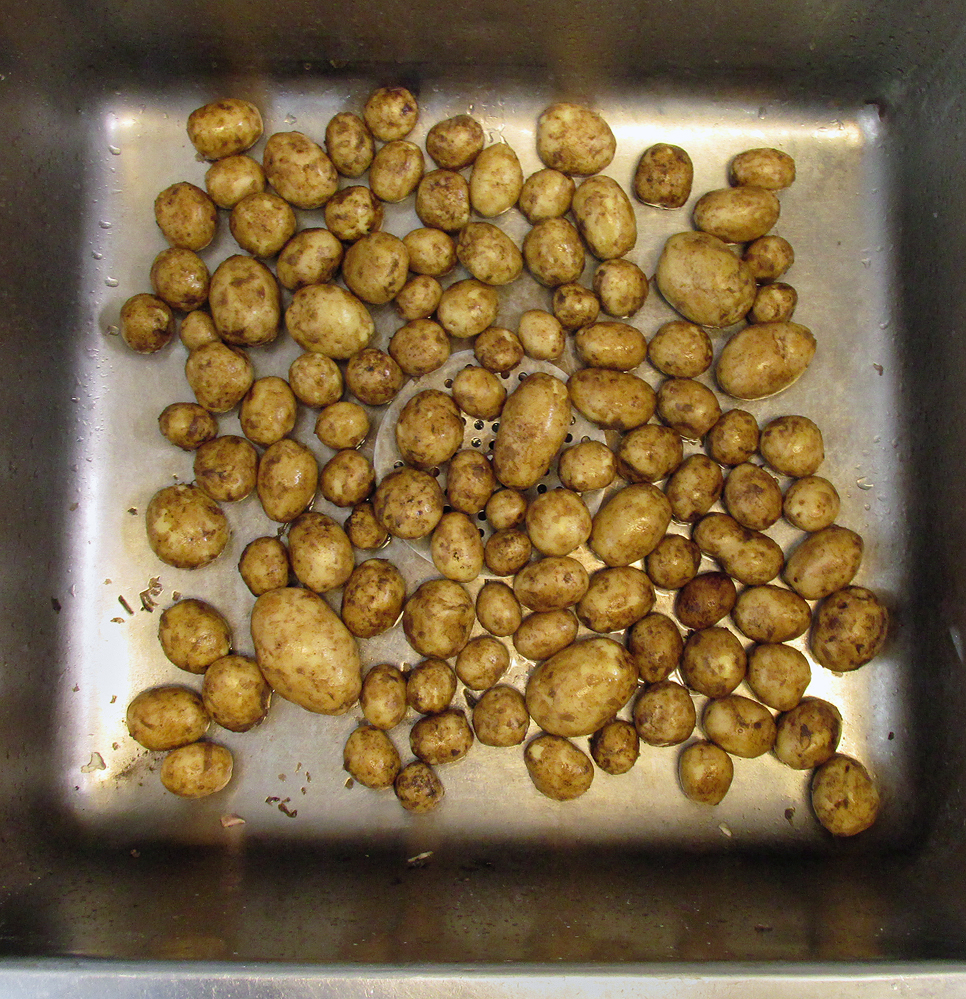
Nypotatis sköljs i en diskho.

Det finns många odlade sorters potatis, exempelvis Bintje (från 1910), King Edward, Asterix, Early Puritan (registrerad i USA 1887, importerad till Sverige i början av 1900-talet), Inova, mandelpotatis, Blå Kongo, amandine och Magnum Bonum; Magnum Bonum är numera borttagen ur den svenska sortlistan på grund av höga halter av glykoalkaloider. För produktion av stärkelse (potatismjöl) finns särskilda sorter framtagna.
Utöver de olika sortegenskaperna som storlek, form, tålighet mot sjukdomar, blaststorlek och fast/mjölighet mognar även knölarna olika snabbt. Exempelvis mognar den ovanligt tidiga potatissorten Swift på cirka sex veckor, Rocket på ungefär åtta, och den traditionella Asterix på mellan tio och tolv. Sorter som Asterix och King Edward är exempel på sena sorter, som är populära att spara och äta under vintern och den kommande våren.
Ett populärt sätt att förkorta mognadstiden är att låta knölen ligga ljust innan utplantering så att den bildat groddar redan innan den hamnar i marken och får därför ett försprång.
Numera anses King Edward vara en av de sämsta potatissorterna ur miljösynpunkt. Detta eftersom den lätt blir angripen av potatisbladmögel och kräver stora mängder bekämpningsmedel för att kunna odlas. Samtidigt har den en mycket lång utvecklingstid och mognar långsamt.

### Definitioner
Branschorganisationen Svensk Matpotatiskontroll, SMAK, har följande definitioner på potatis, beroende på tiden för skörd:
- Primörpotatis: Potatis som förgrotts och odlats under plast- eller vävtäckning och skördas med grön blast och skal som inte är moget.
- Färskpotatis eller nypotatis: Potatis som skördats före fullständig mognad för försäljning direkt efter upptagning. Skalet kan lätt avlägsnas utan skalning.
- Sommarpotatis: Potatis som skördats skalmogen eller praktiskt taget skalmogen avsedd för försäljning direkt efter skörd.
- Vinterpotatis: Potatis som mognat och bildat fast skal och är lämplig för lagring innan försäljning.

#### Färskpotatis eller nypotatis
Potatis av årets skörd som säljs före 30 september i Sverige får kallas färskpotatis eller nypotatis. I Sverige brukar den kallas färskpotatis till och med midsommar och därefter nypotatis till sista september. I delar av Sverige och särskilt i Finland används bara ordet nypotatis. Det är numera vanligt med färskpotatis till den svenska midsommarsillen. Färskpotatis anses vara en delikatess och de första skördarna kan vara mycket dyrare.

#### Färsk potatis till jul
Man ska spara lite av förra årets skörd, som mitt i sommaren året efter, normalt börjat grodda sig (om den inte är behandlad med antigroddmedel). Om man sätter den sparade potatisen sent (traditionsenligt midsommaraftonen), blir den inte färdig förrän mycket sent på hösten. Man ska då hindra frysning genom att, sedan all blast vissnat, täcka med flera lager gamla tidningar, vissna löv, ris och dylikt. När potatis fryser spjälkas nämligen en del av dess stärkelse till sockerarter, vilket ger tinad potatis söt smak. Sedan kan man (traditionsenligt på julaftonens morgon) ta upp (omogen) färsk potatis till jullunchen.[källa behövs]

## Som livsmedel

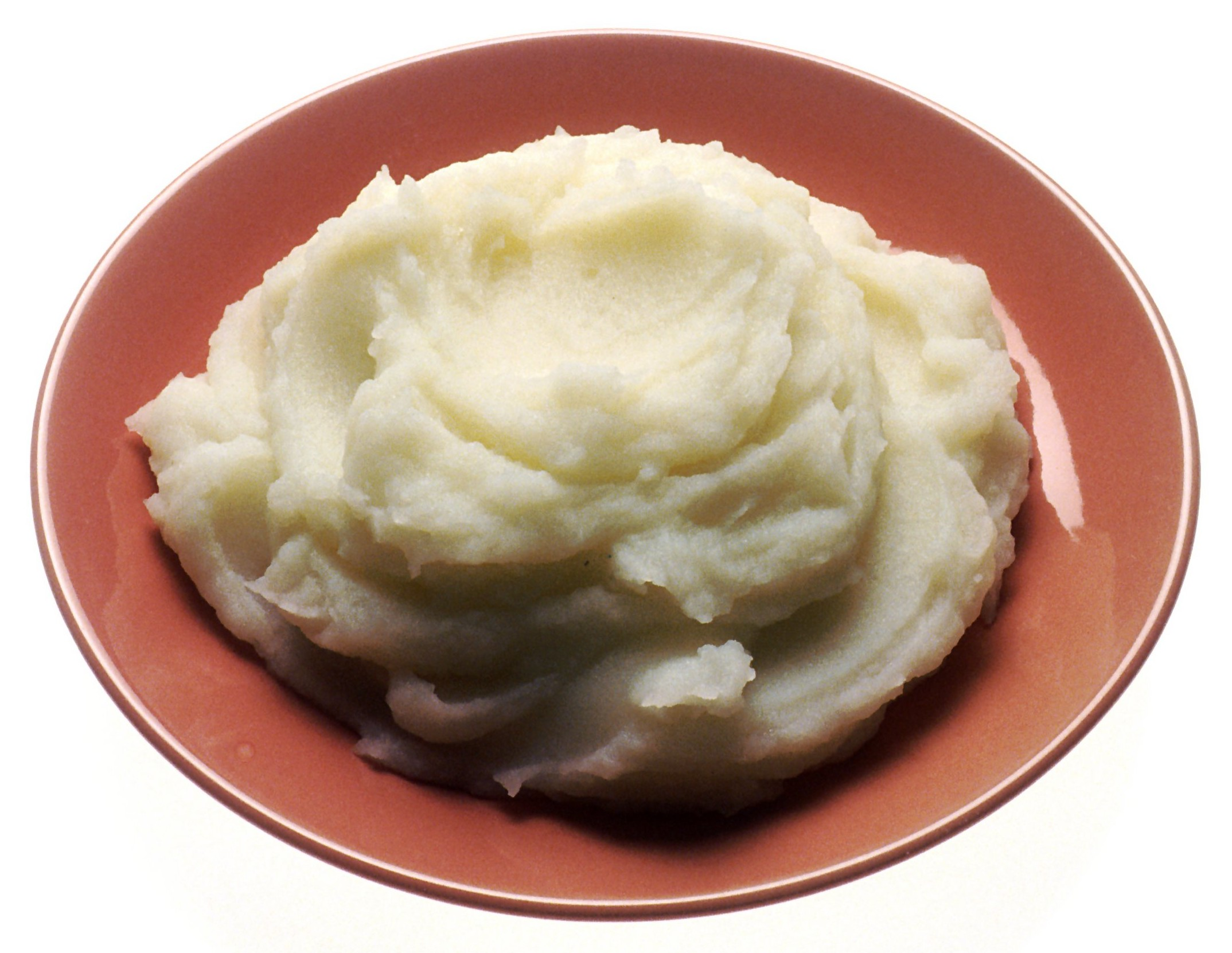
Potatismos på en tallrik.

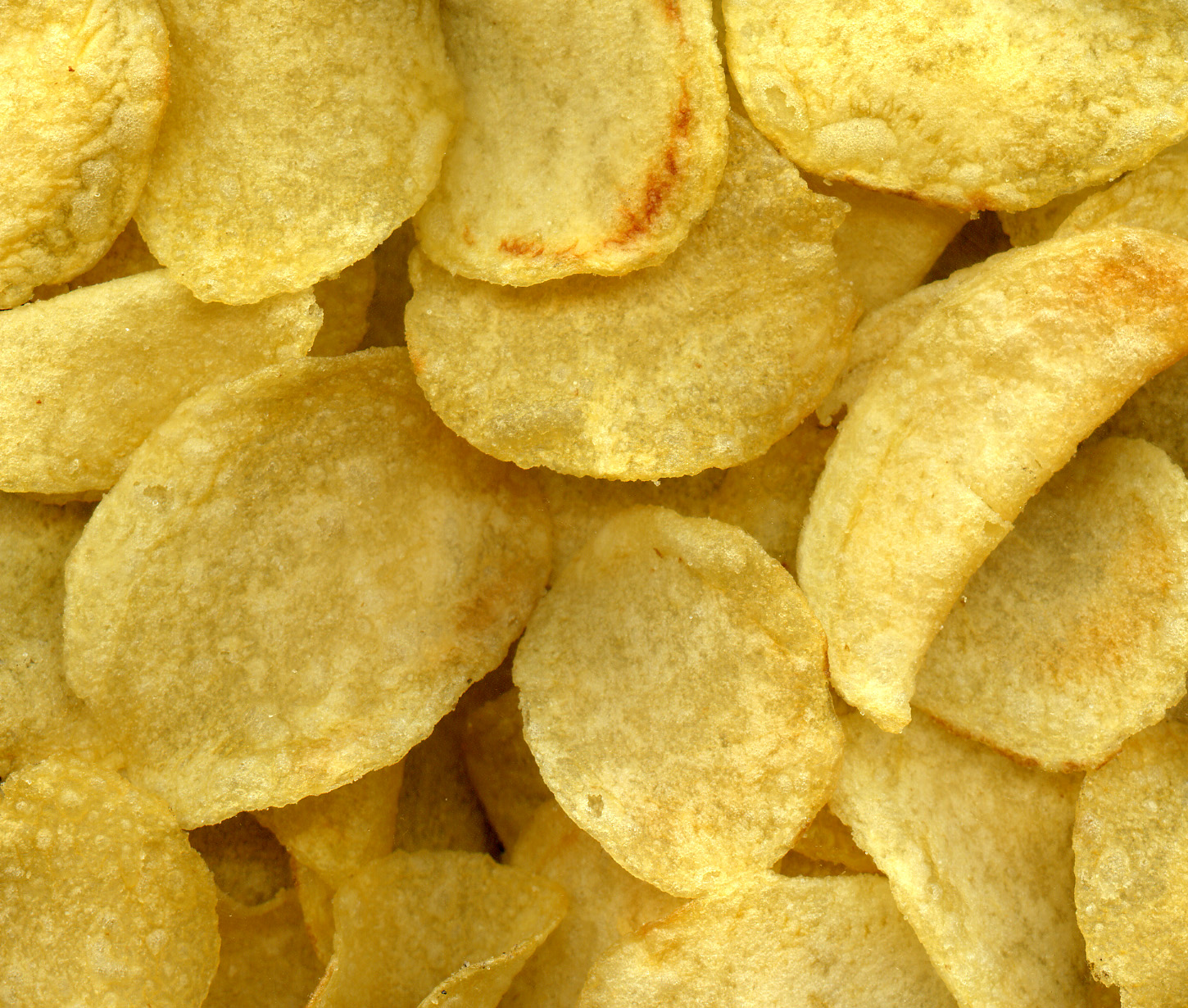
Chips (friterade och saltade tunna potatisskivor).

Potatis kan ätas i många former, till exempel:
- Bakad potatis
- Potatisgratäng
- Hasselbackspotatis
- Janssons frestelse
- Klyftpotatis
- Kokt potatis - med eller utan skal
- Kroppkakor
- Palt
- Patatas bravas - en tapasrätt som består av friterade potatisbitar.
- Pommes frites
- Potatisbullar - runda och något tillplattade bullar av potatismos, ägg och ströbröd
- Potatischips
- Potatiskroketter
- Potatismos
- Potatisplättar - runda, platta, stekta potatiskakor av pannkakssmet och riven kokt potatis
- Potatissallad
- Raggmunkar - platta, stekta potatiskakor av pannkakssmet som dessutom innehåller råriven potatis
- Råraka - platt, stekt potatiskaka av råriven potatis

### Potatisflingor och potatismjöl
Potatisflingor är kokt potatis som är mosad och torkad. Det används bland annat till potatismos, bakning och som förtjockningsmedel. Potatismjöl består av potatisstärkelse och används främst som bindemedel och förtjockningsmedel i köttfärsrätter, fruktkräm, saftsås och vaniljsås.

## Statistik
I Eurostats databas publiceras statistik om potatisskörd och potatisareal i Europa under kategorin Agriculture och underkategorin Regional Agriculture Statistics. I FAO:s databas publiceras statistik om potatisskörd och potatisareal i världen under kategorin Production och underkategorin Crops.
| Nr                                                                    | Område                 | Produktion (ton) | Andel (%) |
| --------------------------------------------------------------------- | ---------------------- | ---------------- | --------- |
| 1                                                                     | Kina                   | 95 515 000       | 25,02 %   |
| 2                                                                     | Indien                 | 46 395 000       | 12,16 %   |
| 3                                                                     | Ryssland               | 31 501 354       | 8,25 %    |
| 4                                                                     | Ukraina                | 23 693 350       | 6,21 %    |
| 5                                                                     | USA                    | 20 056 500       | 5,25 %    |
| 6                                                                     | Tyskland               | 11 607 300       | 3,04 %    |
| 7                                                                     | Bangladesh             | 8 950 000        | 2,34 %    |
| 8                                                                     | Frankrike              | 8 085 184        | 2,12 %    |
| 9                                                                     | Polen                  | 7 689 180        | 2,01 %    |
| 10                                                                    | Nederländerna          | 7 100 258        | 1,86 %    |
| 11                                                                    | Vitryssland            | 6 279 715        | 1,65 %    |
| 12                                                                    | Storbritannien         | 5 911 000        | 1,55 %    |
| 13                                                                    | Iran                   | 4 717 266        | 1,24 %    |
| 14                                                                    | Peru                   | 4 704 987        | 1,23 %    |
| 15                                                                    | Algeriet               | 4 673 516        | 1,22 %    |
|                                                                       | Total världsproduktion | 381 682 143      | 100,00 %  |
| Källa: FN:s livsmedels- och jordbruksorganisation:s data för år 2014. |                        |                  |           |

### Sverige
Totalskörden av matpotatis i Sverige har sedan 1970-talet varierat mellan 930 970 ton år 1984 och 525 300 ton år 2006. Hektarskörden har under samma period varierat mellan 18 450 kg/ha år 1975 och 36 870 kg/ha år 1993. Beroende på växtplats (län) varierar normskörden för matpotatis i Sverige mellan 15 och 34 ton/ha (2011). Stärkelsepotatis ger rikare normskördar, upp till 37 ton/ha.
2012 gav Skåne län den högsta hektarskörden på 43 210 kilo stärkelsepotatis per hektar.
På Jordbruksverkets webbplats publiceras årligen statistik om hektar- och totalskördar av potatis i det Statistiska meddelandet JO 16 SM Skörd av spannmål, trindsäd (ärter, bönor och vicker), oljeväxter, potatis och slåttervall.
Den areal som odlats med potatis i Sverige har halverats sedan 1970-talets början. På Jordbruksverkets webbplats publiceras årligen statistik om arealen som odlas med potatis i det Statistiska meddelandet JO 10 SM Jordbruksmarkens användning.

## Kultur

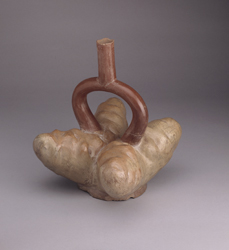
Keramik från Mochekulturen.

Mochekulturen från norra Peru tillverkade keramik som avbildade grödor, däribland potatis, både naturtroget och med antropomorfiska drag. I inkafolkets mytologi var Axomama, en dotter till Pachamama, en fruktbarhetsgudinna som rådde över potatisens tillväxt och avbildades med potatisplantor i händerna.

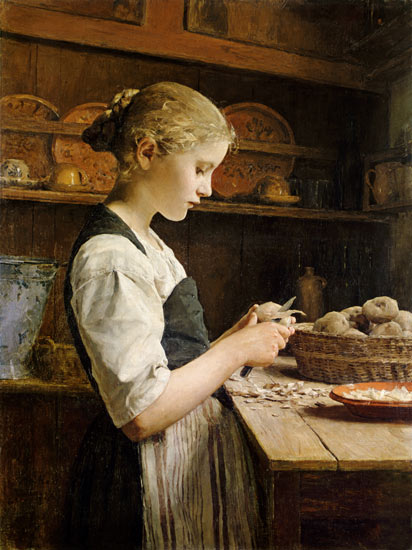
Flicka som skalar potatis, Albert Anker, 1886.

När potatisen blev känd i Europa på 1500-talet avbildades den först huvudsakligen genom botaniska illustrationer för vetenskapliga (naturhistoriska) och dokumentära ändamål. Carolus Clusius avbildade till exempel en potatisplanta i en akvarell 1588, en målning som idag finns på Plantin-Moretus museum. De första tryckta bilderna av potatis är från slutet av 1500-talet och början 1600-talet. Den första tryckta bilden finns i John Gerards verk Herball, or Generall Historie of Plantes, tryckt i London 1597. I Carolus Clusius verk Rariorum plantarum historia, tryckt i Antwerpen 1601, finns också en illustration av en potatisplanta.
Från andra hälften av 1800-talet, sedan potatis blivit en vanlig gröda i Europa, kom många konstnärer att avbild potatis i stilleben eller i målningar skildra scener ur vardagslivet (realism) förknippade med potatis, till exempel potatisplantering, potatisskörd och potatisskalning. Flera målningar av Jean-François Millet visar till exempel scener relaterade till odling av potatis, däribland Potatisskörden (1855) och Aftonringningen (1858). Jules Bastien-Lepages Oktober (1878) och Albert Ankers Flicka som skalar potatis (1886) är andra exempel på detta. I Vincent van Goghs konstverk Potatisätarna (1885) tolkas potatisen som en symbol för det okonstlade, strävsamma, enkla och ödmjuka livet.

### Sverige

#### Potatisakademien
Potatisakademien som har sitt säte i Alingsås bildades 2008 för att värna om potatisen. Akademiens motto är "För potatisen i tiden". 

#### Potatisens dag
Potatisens dag infaller den 26 oktober. Dagen proklamerades 2009 av Potatisakademien för att uppmärksamma potatisens betydelse.